# Drzwi rewizyjne
Drzwi rewizyjne – drzwi służące do opróżniania wyczystki kominowej z sadzy i innych produktów spalania. Drzwi takie powinny być wykonane z materiałów niepalnych lub posiadać zabezpieczenia przeciwpożarowe w przypadku zapalenia się sadzy. Usytuowanie drzwi rewizyjnych w budynku powinno umożliwiać do nich łatwy dostęp i nie stwarzać zagrożeń pożarowych przez umieszczanie w pobliżu przedmiotów łatwopalnych.
Drzwi rewizyjne instaluje się również w przewodach wentylacyjnych, umożliwiając w ten sposób ich kontrolę i okresowe czyszczenie.